# Abierto Mexicano de Tenis 1998
L'Abierto Mexicano de Tenis 1998, conosciuto anche con il nome di Abierto Mexicano Telcel 1998 per ragioni di sponsorizzazione, è stato un torneo di tennis giocato sulla terra rossa. È stata la 6ª edizione del torneo, che fa parte della categoria International Series nell'ambito dell'ATP Tour 1998. Il torneo si è giocato a Città del Messico in Messico, dal 26 ottobre al 1º novembre 1998.

## Campioni

### Singolare
Jiří Novák ha battuto in finale  Xavier Malisse, 6-3, 6-3
- È stato il 1º titolo in singolare della stagione per Novák, nonché il 2° della sua carriera.

### Doppio
Jiří Novák /  David Rikl hanno battuto in finale  Daniel Orsanic /  David Roditi, 6-4, 6-2